# 1959年美國國家棒球名人堂票選
1959年美國國家棒球名人堂票選遵循了1956年後的票選模式，全美棒球記者協會在奇數年不會開會選出入選者（直到1967年止）。只有資深選手委員在這年進行會議，最後他們選出生涯敲出2884支安打的札克·惠特入選名人堂。大聯盟後來在1959年7月20日舉辦名人堂入選典禮。

## 外部連結
- 美國國家棒球名人堂官網 （页面存档备份，存于）
- 棒球名人堂BBWAA票選規則 （页面存档备份，存于）
- 1959年名人堂票選 at www.baseballhalloffame.org